# Pramac d'Antin
Prima Pramac Yamaha MotoGP é uma equipa independente que participa no Campeonato de MotoGP, sediada em Casole d'Elsa, em Itália. Atualmente é uma equipa satélite da Yamaha e os seus pilotos atuais são Jack Miller e Miguel Oliveira.
Em 2023 tornou-se a primeira equipa independente a vencer o campeonado de equipas de MotoGP, e em 2024, com Jorge Martín, tornou-se a primeira equipa independente com um piloto a conquistar o título de campeão mundial em MotoGP.